# Haltli (Mollis)

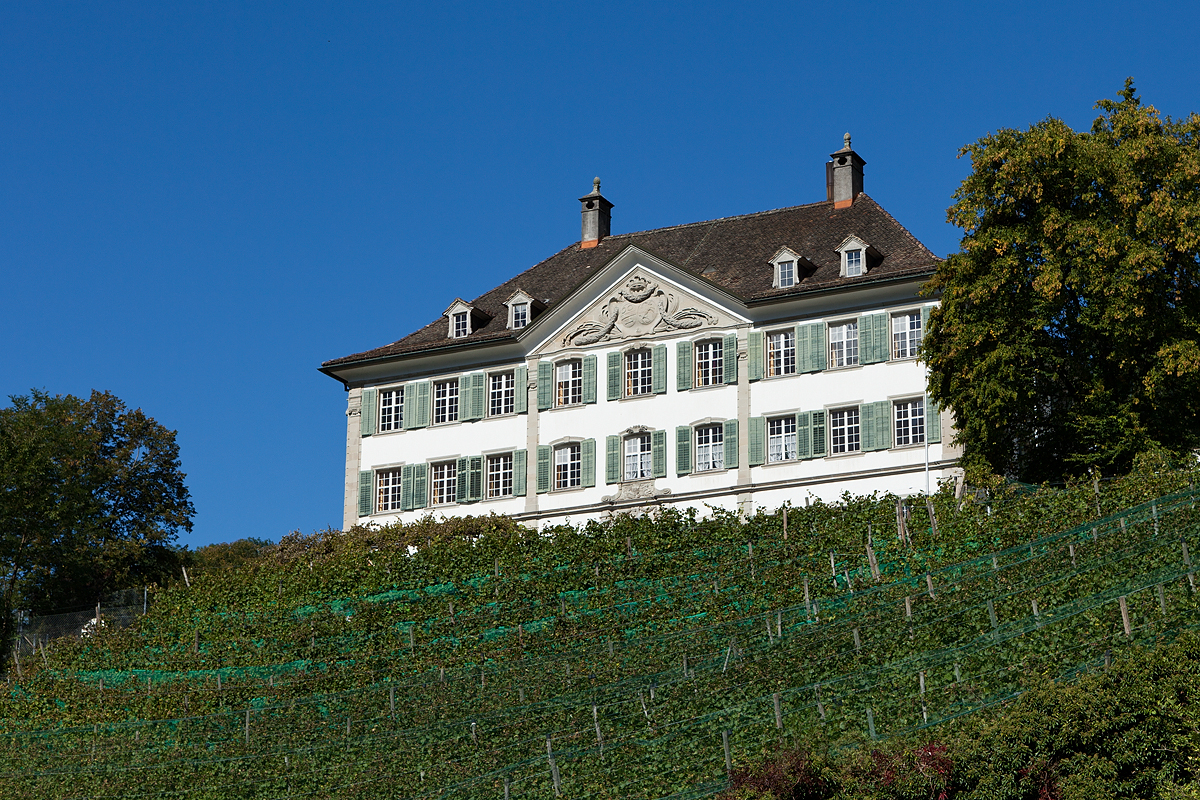
Herrensitz Haltli in Mollis

Das Haus Haltli in Mollis im schweizerischen Kanton Glarus ist ein spätbarockes Landgut am Übergang zum Klassizismus. Der Kaufmann und Grundbesitzer Conrad Schindler (1757–1841) ließ das bürgerliche Landhaus nach eigenen Plänen 1782–1784 errichten. Es gilt neben dem Freulerpalast in Näfels als wichtigster Profanbau des Kantons.

## Äußeres
Das dreistöckige Landhaus mit mächtigem Walmdach throhnt in erhabener Lage über dem Tal. Die talseitige Fassade des Landhauses erinnert an barocke Repräsentationsarchitektur. Das Gebäude wird durch korinthische und ionische Sandsteinpilaster in drei Achsen gegliedert. Prachtvoll gestaltet sind das Portal und der krönende Dreiecksgiebel mit Wappen der Familie Schindler über der Mittelachse. Bergseitig bildet das von schwungvoll gestalteten Nebengebäuden flankierte Haus einen herrschaftlichen Hof mit Brunnen. 

## Inneres
Der Salon im ersten Stock ist mit Blumentapeten der Pariser Manufaktur Réveillon und mit hervorragenden Rokoko-Stuckaturen ausgeschmückt. Neben ornamentalem Schmuck sind auch Allegorien der vier Jahreszeiten in Stuck ausgeführt. Ein Fayence-Turmofen stellt allegorisch den Winter dar. Besonders wertvoll ist der prunkvolle Konsoltisch im Louis-seize-Stil. 
Im dritten Stockwerk ist der Saal, die größte Räumlichkeit des Landguts, ebenfalls mit ornamentalen und figürlichen Stuckaturen ausgestattet. Der Raum ist durch ionische Pilaster und Friese gegliedert. Zwei schwarze Marmor-Eckkamine setzen optische Gegenakzente zum hellen Stuck.